# Xenonauts 2
Xenonauts 2 (рус. Ксенонавты 2) — находящаяся в разработке компьютерная игра в жанре пошаговой тактики, разработчик Goldhawk Interactive, издатель Hooded Horse. Игра сделана по мотивам X-COM: UFO Defense (1994) и представляет собой смесь пошаговой стратегии и тактической ролевой игры. С 18 июня 2023 года игра в раннем доступе.
Является сиквелом игры Xenonauts.

## Общая информация
Действие Xenonauts 2 происходит в альтернативной истории времени Холодной войны. Не является хронологическим продолжением Xenonauts. Так же как и его предшественник, Xenonauts 2 разработана на основе игры X-COM: UFO Defense.

## Разработка
В 2015 году компания Goldhawk Interactive начала разработку потенциального продолжения своей игры Xenonauts 2014 года. В то время возможность того, что «Ксенонавты-2» станет их следующим проектом, всё ещё находилась в стадии оценки.
Игра разрабатывалась на игровом движке Unity, который использует 3D-графику, а не 2D-спрайты, составлявшие основу предыдущей части игры. Главной заботой команды разработчиков при переходе на 3D-графику была реализация и воплощение художественного стиля, который зарекомендовал себя в спрайтах оригинальной игры. Однако, использование 3D-графики позволило использовать новые функции, например наполнить объекты физическими свойствами и задать угол обзора камеры.
Создание альтернативной вселенной, где нет ранее созданных передовых инопланетных технологий из первой части Ксенонавтов, позволило разработчикам свободно изменять сюжет, сеттинг и врагов, для создания более захватывающего геймплея. Также было намерение изменить для сиквела образ инопланетян. Руководитель проекта Крис Ингленд отметил, что хотел бы видеть их как визуально, так и механически более интересными, чем в первой части игры.
В январе 2023 года издатель Hooded Horse проинформировал новостные сайты об компьютерных играх, о том что в 2023 году у издателя планы издать определенное количество компьютерных игр. В том числе у издателя планы выпустить игру Xenonauts 2 в 2023 году. В дальнейшем дата выхода в ранний доступ была уточнена на 18 июля 2023.

## Релиз
В феврале 2016 года Goldhawk официально анонсировал игру Xenonauts 2, выход которой был запланирован на 2017 год. В ноябре 2016 года компания Goldhawk начала распространять альфа-версию Xenonauts 2, выпуская обновления раз в две недели. Позже была выпущена демо-версия цифровым дистрибьютором GOG.com в феврале 2017 года. Разработчики хотели получить обратную связь от сообщества игроков, прежде чем взимать плату за версию игры, находящуюся в процессе разработке через программу раннего доступа Steam. Goldhawk запустил краудфандинговую кампанию на платформе Kickstarter в июле 2018 года, финансовая цель которой была достигнута в течение 8,5 часов. Закрытая бета-версия была выпущена 28 ноября 2018 года для участников краудфандинга на Kickstarter, которые заплатили £25 или более. В анонсе закрытого бета-тестирования разработчики заявили, что игра поступит в продажу в марте 2019 года. Следующая предполагаемая дата выпуска назначена на второй квартал 2023. В начале июня 2023 дата выпуска сменилась на 2023 год без указания числа и месяца.
18 июля 2023 года игра вышла в ранний доступ.